# Bucherina
Bucherina es un género de foraminífero planctónico de la familia Rugoglobigerinidae, de la superfamilia Globotruncanoidea, del suborden Globigerinina y del orden Globigerinida. Su especie tipo es Bucherina sandidgei. Su rango cronoestratigráfico abarca el Maastrichtiense superior (Cretácico superior).

## Descripción
Bucherina incluía especies con conchas trocoespiraladas, planoconvexas globulares, de trocospira inicialmente baja a plana y finalmente moderadamente elevada; sus cámaras eran globulares o hemiesféricas; sus suturas intercamerales eran rectas e incididas; su contorno era lobulado; su periferia era subredondeada a subaguda, con una carena muy poco desarrollada; su ombligo era amplio y profundo; su abertura principal era interiomarginal, umbilical, con el área umbilical protegida por una delicada tegilla; presentaban pared calcítica hialina, perforada con poros cilíndricos, y superficie fuertemente pustulosa (muricada); las pústulas pueden fusionarse en costillas alineadas meridionalmente.

## Discusión
Antiguamente se consideraba Bucherina un sinónimo subjetivo posterior de Globotruncana. Algunos autores han considerado Bucherina un sinónimo subjetivo posterior de Rugoglobigerina. Clasificaciones posteriores han incluido Bucherina en la superfamilia Globigerinoidea. Otras clasificaciones lo han incluido en la subfamilia Reissinae de la familia Globotruncanidae.

## Paleoecología
Bucherina incluía especies con un modo de vida planctónico, de distribución latitudinal cosmopolita, preferentemente tropical-subtropical, y habitantes pelágicos de aguas superficiales (medio epipelágico).

## Clasificación
Bucherina incluye a la siguiente especie:
- Bucherina sandidgei †